# Guia Lauri Filzi
Guia Lauri Filzi (Cervia, 28 luglio 1943 – Roma, 1º aprile 2016) è stata un'attrice pornografica e attrice argentina naturalizzata italiana.

## Biografia
Iniziò la sua carriera a metà degli anni settanta nella filmografia tradizionale, per poi lavorare in oltre cinquanta film pornografici. La sua prima apparizione (non accreditata) risale a Roma a mano armata, diretto da Umberto Lenzi nel 1976.
Divenne attrice pornografica negli anni Ottanta: le sue interpretazioni più note sono in Valentina, ragazza in calore (famosa la scena di sesso con un'esordiente Moana Pozzi), Bathman dal pianeta Eros, porno-comico di Antonio D'Agostino, e Orgasmo esotico, horror-pornografico diretto da Joe D'Amato e Mario Siciliano. Dal 1987 non fu più attiva.
Nel 2006 fu rintracciata e brevemente intervistata per telefono dal giornalista Andrea Napoli. L'intervista confluì nel saggio Luce rossa del 2014 scritto insieme a Franco Grattarola.

## Filmografia

### Filmografia tradizionale
- Roma a mano armata, regia di Umberto Lenzi (1977)
- I peccati di una giovane moglie di campagna, regia di Alfredo Rizzo (1977)
- Le calde notti di Caligola, regia di Roberto Bianchi Montero (1977)
- No alla violenza, regia di Tano Cimarosa (1977)
- Proibito erotico, regia di Luigi Batzella (1978)
- Un brivido di piacere, regia di Angelo Pannacciò (1978)
- Daniela mini-slip, regia di Sergio Bergonzelli (1979)
- Cameriera senza... malizia, regia di Lorenzo Onorati (1979)
- Erotic Family, regia di Mario Siciliano (1980)
- La locanda della maladolescenza, regia di Bruno Gaburro (1980)
- Dolce calda Lisa, regia di Adriano Tagliavia (1980)
- La casa delle orchidee, regia di Derek Ford (1983)

### Filmografia pornografica
- I porno amori di Eva, regia di Giorgio Mille (1979)
- La zia svedese (1980)
- La provinciale a lezione di sesso (1980)
- Pasiones desenfrenadas (1980)
- Sì... lo voglio! (1980)
- Luce rossa (1980)
- Labbra bagnate (1981)
- Doppio sesso incrociato (1981)
- La dottoressa di campagna (1981)
- Dolce gola (1981)
- Porno lui erotica lei (1981)
- Sesso allegro (1981)
- Gocce d'amore, regia di Giovanni Leacche (1981)
- Chiamate 6969: taxi per signora (1981)
- Labbra vogliose (1981)
- Attenti a quelle due... ninfomani (1981)
- Peccati di giovani mogli (1981)
- Fashion Movie (1981)
- Les parties de plaisir de Paola (1981)
- Claude e Corinne, un ristorante particolare (1981)
- Valentina, ragazza in calore (1981)
- Quella porcacciona di mia moglie (1981)
- Orgasmo esotico (1982)
- Heiße Höschen (1982)
- Il grande momento (1982)
- Angelina superporno (1982)
- Erotico 2000 (1982)
- Super Hardlove (1982)
- Oh... Angelina (1982)
- Follia erotica di una diciottenne (1982)
- Aristocratica perversa (1982)
- Triangolo erotico (1982)
- Bathman dal pianeta Eros (1982)
- Il grande momento (1982)
- Goduria (1982)
- Teresa altri desideri, regia di Bruno Vani e Renato Polselli (1983)
- Tanto calore (1983)
- La doppia bocca di Erika (1983)
- Corpi nudi, regia di Joseph Mallory (Amasi Damiani, 1983)
- L'amica di Sonia (1983)
- La casa delle hostess (1983)
- L'amante bisex (1984)
- Dyane (1984)
- Fantasia erotica in concerto (1985)
- Porcellone e porcellini (1985)
- Party me ouza (1986)
- Sauvagement par-derrière (1987)